# 利波瓦多利納區
利波瓦多利納區（烏克蘭語：Липоводолинський район），曾是烏克蘭的一個區，位於該國東北部，由蘇梅州負責管轄，首府設於利波瓦多利納，面積900平方公里，2013年人口19,600，人口密度每平方公里21.8人。
该区在2020年7月18日的乌克兰行政区划改革中被撤销，改革后蘇梅州下分为5个区。